# 아제리인
아제리인(아제르바이잔어: Azərilər 아재릴래르)은 이슬람교 국가인 아제르바이잔과 이란에 거주하는 투르크계 민족이다. 아제르바이잔의 국민(시민권자)를 말하는 용어로 사용하기도 한다. 보통은 투르크계 아제리 민족을 의미하는 용어로 사용한다.
아제르바이잔이라는 말은 페르시아의 사트라프였던 아트로파테스(Atropates)에서 나온 걸로 믿어진다. 이것은 "불에 의해 수호되는" 것을 의미한다. 혹은 두 페르시아어 단어인 "Āzar"(성스러운), "pāygān"(장소의)의 합성이라고도 한다.

## 거주 국가

카프카스 부근에서 아제리인의 거주지역

아제리인은 이란(이란령 아제르바이잔)에 1120~2000만 가량이 분포, 가장 많이 살고 있다. 아제르바이잔은 800만 명의 아제리인이 사는 민족국가이며, 그 외의 해외 국가로는 러시아와 터키, 조지아에 수십만 명이 거주한다. 카자흐스탄, 우크라이나, 영국, 미국, 덴마크, 노르웨이, 네덜란드, 우즈베키스탄, 투르크메니스탄에도 수천~수만 명 규모의 아제르바이잔인이 거주한다. 아르메니아 및 아르차흐 공화국에서는 나고르노카라바흐 전쟁 때 추방되었다. 현재 아르메니아와 아르차흐 공화국의 아제리인 수는 수십~수백명에 불과하며, 아르메니아인과 결혼한 사람 또는 그 혼혈인이다.

## 언어
절대다수가 아제르바이잔어를 쓰며 러시아어, 아르메니아어, 조지아어, 아랍어, 튀르키예어, 페르시아어 사용 인구도 존재한다.

## 종교
85% 이상이 시아파 이슬람교를 믿으며, 15% 사이에 수니파 이슬람교를 믿는다. 유대교, 조로아스터교, 기독교 인구도 소수 존재한다.

## 같이 보기
- 이란령 아제르바이잔